# Anny van Kruyswyk
Anny van Kruyswyk (geboren 14. April 1894 in Wien; gestorben 20. April 1976 in München) war eine niederländische Sopranistin, die in Deutschland lebte.

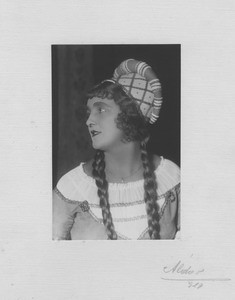
Dezső Áldor: Anny van Kruyswyk (1929)

## Leben
Anny van Kruyswyk war eine Tochter des Flötisten und Musikprofessors an der Königlich-Ungarischen Musikakademie in Budapest Walther van Kruyswyk. Sie besuchte die Volksschule in Wien und machte die Matura in Budapest, wo sie anschließend vier Jahre an der Musikakademie Gesang studierte. Ihre Opernkarriere begann 1925 in Stuttgart, danach war sie an der Oper Frankfurt, ab 1926 an der Oper Wiesbaden und 1929/30 an der Nürnberger Oper tätig. 1931 wurde sie Kammersängerin an der Bayerischen Staatsoper in München und blieb dort die nächsten 20 Jahre. Van Kruyswyk stand 1944 auf der Gottbegnadeten-Liste des nationalsozialistischen Reichspropagandaministeriums.
Ihre Bühnenkarriere endete in den 1950er Jahren, sie hatte 1955 einen Gastauftritt an der Pariser Oper.
Anny van Kruyswyk starb im Alter von 82 Jahren.

## Grabstätte
Die Grabstätte von Anny van Kruyswyk befindet sich auf dem Münchner Waldfriedhof (Grabnr. 79-2-18).